# Espionaje político en la Comunidad de Madrid
El espionaje político en la Comunidad de Madrid se refiere a una presunta trama de espionaje el seno de la Comunidad de Madrid que saltó a los medios de comunicación de España en el mes de enero de 2009. En enero de 2009 el periódico El País publicó en varias entregas información sobre estos supuestos casos de espionaje orientados a seguir los pasos de adversarios directos de la presidenta de la comunidad Esperanza Aguirre, que pasarían después a ser objeto de investigación judicial. El 15 de julio de 2010 la Juez Doña Carmen Valcarce Codes dictó Auto de archivo del caso por no haberse acreditado la realidad de los seguimientos, y por falta de indicios de delito.
El Auto explica que aunque se hubieran acreditado los seguimientos, los mismos no conllevan necesariamente la existencia de un delito. En el mismo sentido archivó los recursos presentados contra dicho archivo por el PSOE y por el exjefe de Policía de Coslada, al que aseveró "nos encontramos ante una recopilación de informaciones periodísticas de las cuales no se desprende ni mínimamente la existencia de los posibles delitos denunciados"

## Orígenes del Caso
Según las teorías difundidas por el diario El País, la Consejería de Interior (de la Comunidad de Madrid), que preside Francisco Granados, estaría relacionada con una trama extraoficial, pero financiada con dinero público, orientada a seguir los pasos de adversarios directos de Esperanza Aguirre, que supuestamente ha espiado a sus compañeros de partido,  como el vicealcalde Manuel Cobo (hombre de confianza de Alberto Ruiz-Gallardón Jiménez que compitió con Aguirre por la presidencia del PP de Madrid en 2004), el exvicepresidente y exconsejero Alfredo Prada (que rompería con la presidenta para unirse al equipo de Mariano Rajoy en su actual etapa como líder del Partido Popular) y el extesorero del PP Álvaro Lapuerta, todo ello en medio de la disputa por la presidencia de los populares en el verano del año anterior.
Entre los personajes espiados también se halla Ignacio González González, vicepresidente de la Comunidad de Madrid y brazo derecho de Esperanza Aguirre, apuntando además el periódico de Prisa hacia el consejero del interior Francisco Granados, tercer cargo en importancia dentro del gobierno regional y parte de su grupo político, como presunto responsable de los seguimientos.
Así mismo, la cadena SER informaría acerca de posibles casos de corrupción en la administración de bienes públicos y concesionados como el canal de Isabel II, responsabilidad de González, de quien se dieron a conocer por el diario Público dosieres de sus propiedades, así como de algunos de sus hombres en su manejo. A todo ello se sumó la nota que puso al descubierto el cambio de número de móvil cada 15 días entre los altos cargos de la Comunidad a raíz de la desconfianza que permearía en el círculo de Aguirre.
Luego de ventilarse dichas exclusivas, el diario El Mundo vincularía tal información a la disputa por el manejo de Caja Madrid, importante entidad financiera asentada en la capital española, entre Esperanza Aguirre y Alberto Ruiz-Gallardón, al estarse decidiendo paralelamente cambios en su órgano de dirección, así como a la pugna por el poder dentro del Partido Popular entre ambos personajes al perfilarse el alcalde de la capital como posible sucesor de Mariano Rajoy, señalando también a este último como enterado de previas investigaciones por corrupción que le fueron dadas a conocer en 2006 por el extesorero del PP Álvaro Lapuerta sobre el vicepresidente Ignacio González y el consejero del Interior Francisco Granados, de las cuales avisaría a Aguirre para que fueran aclaradas sin iniciar ninguna acción legal. Publicados estos datos, personas relacionadas con Ruiz-Gallardón y Rajoy asegurarían que se trataba de un contraataque orquestado por el grupo de la lideresa madrileña a través de filtraciones al medio de Pedro J. Ramírez, leal a su causa, con la finalidad de compartir las facturas del escándalo y forzar al acallamiento de los ataques.
Esperanza Aguirre, Presidenta de la Comunidad de Madrid Esperanza Aguirre ha negado una y otra vez que se encuentre implicada en temas de espionaje o corrupción, respondiendo por sus colaboradores y aseverando que sólo se trata de golpes políticos hacia ella y su equipo sin ningún fundamento. El 31 de enero de 2009 dijo que "la Comunidad de Madrid no tiene espías".

## Los espías
Según las teorías de El País, los espías supuestamente involucrados en los seguimientos formaban un equipo dirigido por el ex inspector de policía Marcos Peña, que fue fichado por Francisco Granados en julio de 2008 como asesor de seguridad. Estaba formado por al menos tres exguardias civiles. El equipo llevaba a cabo trabajos de inteligencia e información para elaborar informes y dosieres sobre tramas corruptas o escándalos tanto en ayuntamientos socialistas como gobernados por el Partido Popular.

## Algunas claves
En principio, la presunta conspiración se presentaba como una madeja difícil de desentrañar, por la naturaleza propia de secretismo que todo espionaje implica y, en este caso, mezclándose intereses políticos y económicos así como rencillas personales.
Según el diario El País los objetivos del espionaje pudieron estar motivados tanto por una mezcla de resentimientos políticos como para la elaboración de dosieres para ser utilizados como arma política e intereses económicos. Dentro de los intereses económicos podrían estar los relacionados con la lucha por el poder dentro de Caja Madrid.

## Investigaciones

### El caso llega a los tribunales
- El fiscal jefe del Tribunal Superior de Justicia de Madrid, Manuel Moix, dijo en un principio que no veía delito, Sin embargo, decide abrir una investigación después de recibir las denuncias presentadas por el vicepresidente del Gobierno regional, Ignacio González, y por el vicealcalde de Madrid, Manuel Cobo, por los presuntos seguimientos.[11]
- El juez de Instrucción número 47 de Madrid, José Sierra, ha abierto diligencias previas por un supuesto delito de revelación de secretos y para aclarar el presunto espionaje político a altos cargos del Partido Popular.[12]

### Investigación interna del Partido Popular
El caso ha generado un cruce de acusaciones entre destacados dirigentes del Partido Popular. El malestar entre distintos dirigentes del PP ha llevado a estos a pedir mano dura por la llamada crisis de los espías.
Dolores de Cospedal, secretaria general del Partido Popular, es encargada por su partido para esclarecer los acontecimientos denunciados en la Comunidad de Madrid, que lidera Esperanza Aguirre.
Una investigación que debe centrarse en personas que, hasta hace poco, han sido sus jefes políticos, mentores o amigos de vacaciones.

### Investigación en la Asamblea de Madrid
Esperanza Aguirre anunció que aceptará la comisión de investigación en la Asamblea de Madrid que piden PSOE e IU. María Dolores de Cospedal dijo que quiere que la comisión no sea un montaje para que Aguirre use su mayoría absoluta para negar comparecencias de testigos clave. También dijo que tiene mucha información de sus 10 días de investigación y que está dispuesta a acudir a la comisión.
Posteriormente, el pleno de la Asamblea de Madrid aprobó, por 65 votos a favor y 50 en contra, exculpar al gobierno de la Comunidad de Madrid de la supuesta trama de espionaje a políticos del PP contrarios a Esperanza Aguirre, sin el voto de los diputados autonómicos Alfredo Prada y María del Carmen Rodríguez Flores, que no comparecieron en la sesión. La oposición interpretó su ausencia como protesta a las conclusiones finales del PP, que repitieron "que nunca ha existido una trama de espionaje político en la Comunidad de Madrid, ni amparada, ni auspiciada, ni impulsada, ni conocida por este Gobierno", según afirmó Esperanza Aguirre. Independientemente de esta resolución política, el fiscal encargado del caso, decide seguir adelante con la investigación del supuesto espionaje a cargos del PP en Madrid.

## Personajes espiados
Entre los personajes espiados también se halla Ignacio González, vicepresidente de la Comunidad de Madrid y brazo derecho de Esperanza Aguirre, apuntando además el periódico de Prisa hacia el consejero del interior Francisco Granados, tercer cargo en importancia dentro del gobierno regional y parte de su grupo político, como presunto responsable de los seguimientos. Así mismo, la cadena SER informaría acerca de posibles casos de corrupción en la administración de bienes públicos y concesionados como el canal de Isabel II, responsabilidad de González, de quien se dieron a conocer por el diario Público dosieres de sus propiedades, así como de algunos de sus hombres en su manejo. A todo ello se sumó la nota que puso al descubierto el cambio de número de móvil cada 15 días entre los altos cargos de la Comunidad a raíz de la desconfianza que permearía en el círculo de Aguirre.

## Motivos
Luego de ventilarse dichas exclusivas, el diario El Mundo vincularía tal información a la disputa por el manejo de Caja Madrid, importante entidad financiera asentada en la capital española, entre Esperanza Aguirre y Alberto Ruiz-Gallardón, al estarse decidiendo paralelamente cambios en su órgano de dirección, así como a la pugna por el poder dentro del Partido Popular entre ambos personajes al perfilarse el alcalde de la capital como posible sucesor de Mariano Rajoy, señalando también a este último como enterado de previas investigaciones por corrupción que le fueron dadas a conocer en 2006 por el extesorero del PP Álvaro Lapuerta sobre el vicepresidente Ignacio González y el consejero del Interior Francisco Granados, de las cuales avisaría a Aguirre para que fueran aclaradas sin iniciar ninguna acción legal. Publicados estos datos, personas relacionadas con Ruiz-Gallardón y Rajoy asegurarían que se trataba de un contraataque orquestado por el grupo de la lideresa madrileña a través de filtraciones al medio de Pedro J. Ramírez, leal a su causa, con la finalidad de compartir las facturas del escándalo y forzar al acallamiento de los ataques.

## Políticos afectados por la presunta trama
Esperanza Aguirre ha negado una y otra vez que se encuentre implicada en temas de espionaje o corrupción, respondiendo por sus colaboradores y aseverando que sólo se trata de golpes políticos hacia ella y su equipo sin ningún fundamento. Sin embargo, la presión de la opinión pública obligaría al Partido Popular a abrir un expediente de investigación a cargo de su secretaria general y excolaboradora de la presidenta autonómica en la Consejería de Transportes de la Comunidad de Madrid, María Dolores de Cospedal. Frente a ello, Aguirre se vio orillada a reaccionar colocando el tema ante los tribunales y dando luz verde a una comisión investigadora en la Asamblea de Madrid, aunque teniendo a la cabeza a un representante de confianza del PP y siendo más los integrantes de dicho partido al echar mano de su mayoría absoluta, lo que propició, incluyendo los estrechos márgenes de plazos y facultades, airadas protestas de la oposición.
Personajes que se han visto implicados en la trama, bien como víctimas o responsables directos o indirectos:
- Francisco Granados, máximo responsable de la Consejería de Interior de la Comunidad de Madrid.
- Ignacio González González, Vicepresidente de la Comunidad de Madrid y brazo derecho de Esperanza Aguirre.
- Manuel Cobo, Vicealcalde y hombre de confianza de Alberto Ruiz-Gallardón que compitió con Esperanza Aguirre por la presidencia del PP de Madrid en 2004.
- Alfredo Prada, Diputado autonómico.
- Álvaro Lapuerta
- María del Carmen Rodríguez Flores, diputada autonómica.
- Alberto Ruiz-Gallardón Jiménez, alcalde de Madrid.
- Esperanza Aguirre, Presidenta de la Comunidad de Madrid.
- Sergio Gamón
- Enrique Barón
- Marcos Peña
- Ildefonso de Miguel